# Distrito de Dilinga
Dilinga (en alemán: Landkreis Dillingen) es uno de los 71 distritos en que está dividido administrativamente el estado alemán de Baviera.

## Ciudades y municipalidades
| Ciudades                                                                                                  | Municipalidades | |
| --- | --- | --- |
| 1. Dillingen an der Donau 2. Gundelfingen an der Donau 3. Höchstädt an der Donau 4. Lauingen 5. Wertingen | 1. Aislingen 2. Bachhagel 3. Bächingen 4. Binswangen 5. Bissingen 6. Blindheim 7. Buttenwiesen 8. Finningen 9. Glött 10. Haunsheim 11. Holzheim | 1. Laugna 2. Lutzingen 3. Medlingen 4. Mödingen 5. Schwenningen 6. Syrgenstein 7. Villenbach 8. Wittislingen 9. Ziertheim 10. Zöschingen 11. Zusamaltheim |